# Habitatfragmentatie

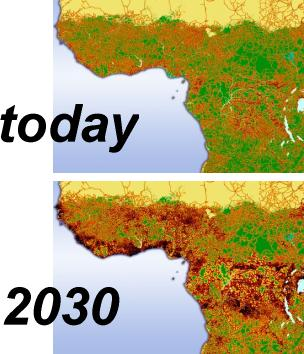
Fragmentatie en vernietiging van de habitat van de mensapen in Centraal-Afrika, afkomstig uit de GLOBIO en GRASP projecten. Er wordt vergelijking gemaakt tussen de toestand in 2002 (today) en die in 2030.

Habitatfragmentatie of -versnippering is het proces waarbij de oorspronkelijke habitat van een organisme wordt opgedeeld in kleinere gebieden (fragmentatie). Het is een belangrijk begrip in de ecologie en evolutiebiologie. Habitatfragmentatie kan worden veroorzaakt door geologische processen die geleidelijk de fysieke omgeving van het organisme veranderen of door menselijke activiteiten, zoals veranderingen in landgebruik, die op een veel kortere tijdschaal optreden. De geologische verandering wordt gezien als een belangrijke factor in de soortvorming in de evolutie, terwijl de menselijke ingrepen het uitsterven van veel soorten heeft veroorzaakt. Het terugdraaien van habitatfragmentatie staat bekend als ontsnippering.

## Ingrijpen door de mens
Fragmentatie van habitat wordt vaak veroorzaakt door mensen, bijvoorbeeld als de oorspronkelijke vegetatie wordt verwijderd ten behoeve van de landbouw, plattelandsontwikkeling of verstedelijking. Gebieden die eens één uitgestrekte habitat vormden worden opgedeeld in afzonderlijke fragmenten. Nadat veel land is veranderd blijven de fragmenten als kleine eilanden van geschikte habitat over, geïsoleerd van elkaar door akkerland, wegen of ander terrein waarover de soort zich moeilijk kan verspreiden. Voorbeelden zijn
- het tropisch regenwoud dat door houtkap en ontginning bedreigd wordt
- New South Wales in Australië, waar 90% van de oorspronkelijke vegetatie is verwijderd
- de Noord-Amerikaanse prairie, waarvan 99% is vernietigd.
- Nederland vormt met zijn grote bevolkingsdichtheid en uitgebreide infrastructuur een land met sterk gefragmenteerde natuurgebieden en is mede daarom een belangrijke speler in het wetenschappelijk onderzoek naar dit proces.

## Zes processen
Het begrip habitatfragmentatie omvat zes processen:
1. verkleining van het totale oppervlak van de habitat van een soort
2. toename van randgebieden (gebieden op de grens van een habitat zijn vaak minder geschikt voor de bewoners van die habitat).
3. verkleining van de kerngebieden
4. isolatie van een fragment van de andere habitat-fragmenten
5. splitsing van een stuk habitat in meer kleinere stukken
6. verkleining van de gemiddelde oppervlakte van elk fragment

## Vernietiging van habitat
Een van de belangrijkste manieren waarop habitatfragmentatie invloed heeft op de biodiversiteit is de verkleining van de geschikte habitat voor planten en dieren. Habitatfragmentatie wordt altijd begeleid door een bepaalde mate van vernietiging van habitat. Planten en plaatsgebonden dieren (bijvoorbeeld mosselen) worden hierbij vaak direct vernietigd. Mobiele dieren (voornamelijk vogels en zoogdieren) trekken zich terug in de overgebleven gebieden, wat weer kan leiden tot lokale overbevolking en meer concurrentie.
De overgebleven habitatfragmenten zijn kleiner dan het oorspronkelijke gebied. Soorten die zich kunnen verplaatsen tussen de fragmenten kunnen meerdere fragmenten als leefgebied gebruiken (en vormt dus een metapopulatie). De andere soorten moeten zien te overleven in de afzonderlijke fragmenten. Aangezien de landbouw een van de belangrijkste veroorzakers is van de vernietiging van natuurlijk habitat zijn de overgebleven fragmenten zelden representatieve voorbeelden van het oorspronkelijke landschap.

## Verminderde levensvatbaarheid
De oppervlakte van een gebied is de bepalende factor voor het aantal soorten dat in een fragment kan voorkomen.
De grootte van een fragment beïnvloedt het aantal soorten dat er voorkomt als het fragment wordt gevormd en de mogelijkheid van de soorten om zich er te handhaven. Kleine habitatfragmenten kunnen alleen kleine populaties planten en dieren ondersteunen en kleine populaties zijn gevoelig voor uitsterven. Kleine veranderingen in het klimaat, de natuurlijke hulpbronnen en andere factoren die voor grote populaties onbelangrijk zouden zijn kunnen catastrofale gevolgen hebben voor kleine, geïsoleerde populaties. Daarom is habitatfragmentatie een belangrijke oorzaak van het uitsterven van soorten.
De veranderingen in verdeelde populaties zijn over het algemeen asynchroon (lopen niet gelijk op). In een ongefragmenteerd landschap kan een afnemende populatie “gered” door immigratie van individuen uit een nabije populatie. Maar in een gefragmenteerd landschap kan de afstand of de aard van het tussenliggende terrein immigratie tussen fragmenten onmogelijk maken. Daarnaast is de kans dat fragmenten onbezet blijven groter doordat ze ontoegankelijk zijn voor kolonisatie vanuit nabije populaties.

## Randeffecten
Veranderingen in het microklimaat, zoals lichtintensiteit, temperatuur en de wind, kunnen de ecologie rond een fragment beïnvloeden in zowel de randen als de kern van dergelijke fragmenten. Zo komen bosbranden meer voor als er meer randgebieden in een bos zijn, doordat de luchtvochtigheid daalt en de temperatuur en de wind toenemen. Invasieve soorten kunnen zich makkelijker vestigen in een verstoorde omgeving en de aanwezigheid van gedomesticeerde dieren verstoort vaak de natuurlijke ecologie van een gebied. Daarnaast heeft de habitat langs de rand van een fragment een ander klimaat en kunnen er andere soorten voorkomen dan in het kerngebied. Kleine fragmenten zijn daarom ongeschikt voor soorten die kerngebieden nodig hebben.

## Gevolgen voor de natuurbescherming
Habitatfragmentatie is vaak een van de oorzaken van bedreiging van een soort. Het bestaan van een geschikte habitat is noodzakelijk voor het overleven van alle soorten en fragmentatie van de overgebleven habitat leidt vaak tot moeilijke beslissingen voor natuurbeschermers. Gezien de beperkte hoeveelheid middelen die beschikbaar zijn voor natuurbescherming is het wenselijk om nog bestaande stukken habitat te beschermen en om land terug te kopen zodat een zo groot mogelijk gebied kan worden verkregen.
In de jaren ’70 en ’80 heeft er een groot wetenschappelijk debat gewoed of men een enkel groot gebied of juist verscheidene kleinere gebieden moet beschermen, het zogenaamde SLOSS (Single Large Or Several Small) debat. In 1975 stelde Jared Diamond op basis van de theorie van de eilandbiogeografie van Robert H. MacArthur en Edward O. Wilson een aantal “regels” op voor het ontwerpen van beschermde gebieden. Hij stelde onder andere dat een groot gebied beter is dan verschillende kleinere die samen dezelfde oppervlakte hebben als het grote gebied.
Een wijdverbreide oplossing voor het probleem van habitatfragmentatie is het verbinden van verschillende fragmenten via corridors. Dit doorbreekt de isolatie van de gebieden, hoewel het niet het verlies van kerngebieden oplost. Maar sommige bedreigde soorten worden juist beschermd door een bepaalde mate van isolatie doordat het de verspreiding van ziekten tegen gaat. Voorbeelden van dergelijke ecologische corridors zijn dassentunnels, ecoducten en vistrappen, maar ook stroken waar de natuurlijke vegetatie zich weer kan ontwikkelen. Verscheidene van dergelijke corridors worden in Nederland toegepast in het Natuurnetwerk Nederland, dat de ecologische hoofdstructuur van Nederland vormt.
Een andere oplossing is het vergroten van de overgebleven fragmenten zodat de hoeveelheid kerngebied weer toeneemt. Dit is vaak problematisch aangezien het meeste van dit land al door mensen gebruikt wordt. Het kost daarom vaak veel tijd en geld om dergelijke gebieden tot natuurgebied te herstellen.
De beste oplossing is over het algemeen afhankelijk van de soort of het ecosysteem dat men wenst te beschermen. Soorten die zich gemakkelijk verplaatsen, zoals vogels, hebben niet veel baat bij het opnieuw verbinden van habitatfragmenten, terwijl kleinere dieren, zoals knaagdieren, hier wel veel baat bij hebben omdat ze op open land een gemakkelijke prooi zijn. Veel van de effecten van habitatfragmentatie zijn te voorspellen vanuit de ecologische theorieën over metapopulaties en eilandbiogeografie.